# 2021-es WTA 125K versenysorozat
A 2021-es WTA 125K versenysorozat a WTA által szervezett nemzetközi versenysorozat az élvonalat követő profi női teniszezők számára. A tornák mindegyikének díjalapja 125 000 amerikai dollár.

## Szerezhető ranglistapontok
Rövidítések: Gy=győzelem; D=döntős; ED=elődöntős; ND=negyeddöntős; R16=16 között; R32=32 között; Q=kvalfikációt szerzett; Q2=kvalifikáció 2. fordulója; Q1=kvalifikáció 1. fordulója.
| Esemény                | Gy  | D  | ED | ND | R16 | R32 | R64 | R128 | Q | Q2 | Q1 |
| ---------------------- | --- | -- | -- | -- | --- | --- | --- | ---- | - | -- | -- |
| Egyéni (128 résztvevő) | 160 | 95 | 75 | 57 | 40  | 30  | 20  | 2    | – | –  | –  |
| Egyéni (48 résztvevő)  | 160 | 95 | 57 | 29 | 15  | 8   | 1   | –    | 4 | –  | 1  |
| Egyéni (32 résztvevő)  | 160 | 95 | 57 | 29 | 15  | 1   | –   | –    | 6 | 4  | 1  |
| Páros (32 pár)         | 160 | 95 | 75 | 57 | 40  | 2   | –   | –    | – | –  | –  |
| Páros (16 pár)         | 160 | 95 | 57 | 29 | 1   | –   | –   | –    | – | –  | –  |
| Páros (8 pár)          | 160 | 95 | 57 | 1  | –   | –   | –   | –    | – | –  | –  |

## Versenynaptár
| Kezdet        | Torna                                                                                        | Bajnok                                                     | Döntős                                  | Elődöntősök                                    | Negyeddöntősök                                                                     |
| ------------- | -------------------------------------------------------------------------------------------- | ---------------------------------------------------------- | --------------------------------------- | ---------------------------------------------- | ---------------------------------------------------------------------------------- |
| május 3       | L'Open 35 de Saint-Malo Saint-Malo, Franciaország $125,000 – Salak – 32S/13Q/16D             | Viktorija Golubic 6–1, 6–3                                 | Jasmine Paolini                         | Harmony Tan Varvara Gracsova                   | Aliona Bolsova Aljakszandra Szasznovics Anna Karolína Schmiedlová Rebecca Peterson |
| május 3       | L'Open 35 de Saint-Malo Saint-Malo, Franciaország $125,000 – Salak – 32S/13Q/16D             | Kaitlyn Christian Sabrina Santamaria 7–6(7–4), 4–6, [10–5] | Hayley Carter Luisa Stefani             | Harmony Tan Varvara Gracsova                   | Aliona Bolsova Aljakszandra Szasznovics Anna Karolína Schmiedlová Rebecca Peterson |
| június 7      | Croatian Bol Ladies Open Bol, Horvátország $125,000 – Salak – 32S/8Q/16D                     | Jasmine Paolini 6–2, 7–6(4)                                | Arantxa Rus                             | Anna Blinkova Irina Bara                       | Barbara Haas Kristína Kučová Martina Trevisan Claire Liu                           |
| június 7      | Croatian Bol Ladies Open Bol, Horvátország $125,000 – Salak – 32S/8Q/16D                     | Aliona Bolsova Katarzyna Kawa 6–1, 4–6, [10–6]             | Ekaterine Gorgodze Tereza Mihalíková    | Anna Blinkova Irina Bara                       | Barbara Haas Kristína Kučová Martina Trevisan Claire Liu                           |
| július 5      | Nordea Open Båstad, Svédország $125,000 – Salak – 32S/8Q/16D                                 | Nuria Párrizas Díaz 6–2, 6–2                               | Volha Havarcova                         | Rebecca Peterson Mihaela Buzărnescu            | Aliona Bolsova Mayar Sherif Claire Liu Bondár Anna                                 |
| július 5      | Nordea Open Båstad, Svédország $125,000 – Salak – 32S/8Q/16D                                 | Mirjam Björklund Leonie Küng 5–7, 6–3, [10–5]              | Tereza Mihalíková Kamilla Rahimova      | Rebecca Peterson Mihaela Buzărnescu            | Aliona Bolsova Mayar Sherif Claire Liu Bondár Anna                                 |
| július 26     | LTP Charleston Pro Tennis Charleston, Egyesült Államok $125,000 – Salak (zöld) – 32S/16Q/16D | Varvara Lepchenko 7–6(4), 4–6, 6–4                         | Jamie Loeb                              | Katerina Bondarenko Lauren Davis               | Liang En-shuo Emma Navarro Hanna Chang Maria Mateas                                |
| július 26     | LTP Charleston Pro Tennis Charleston, Egyesült Államok $125,000 – Salak (zöld) – 32S/16Q/16D | Liang En-shuo Rebecca Marino 5–7, 7–5, [10–7]              | Erin Routliffe Aldila Sutjiadi          | Katerina Bondarenko Lauren Davis               | Liang En-shuo Emma Navarro Hanna Chang Maria Mateas                                |
| július 26     | Belgrade Ladies Open Belgrád, Szerbia $125,000 – Salak – 32S/8Q/11D                          | Anna Karolína Schmiedlová 6–3, 6–3                         | Arantxa Rus                             | Rebecca Šramková Andrea Petković               | Anna Blinkova Kristýna Plíšková Tara Würth Martina Trevisan                        |
| július 26     | Belgrade Ladies Open Belgrád, Szerbia $125,000 – Salak – 32S/8Q/11D                          | Volha Havarcova Lidzija Marozava 6–2, 6–2                  | Aljona Fomina Jekatyerina Jasina        | Rebecca Šramková Andrea Petković               | Anna Blinkova Kristýna Plíšková Tara Würth Martina Trevisan                        |
| augusztus 2   | Thoreau Tennis Open Concord, Egyesült Államok $125,000 – Kemény – 32S/16Q/16D                | Magdalena Fręch 6–3, 7–6(4)                                | Renata Zarazúa                          | Vera Zvonarjova Madison Brengle                | Katrina Scott Mariam Bolkvadze Cristina Bucșa Hszie Su-vej                         |
| augusztus 2   | Thoreau Tennis Open Concord, Egyesült Államok $125,000 – Kemény – 32S/16Q/16D                | Peangtarn Plipuech Jessy Rompies 3–6, 7–6(5), [10–8]       | Usue Maitane Arconada Cristina Bucșa    | Vera Zvonarjova Madison Brengle                | Katrina Scott Mariam Bolkvadze Cristina Bucșa Hszie Su-vej                         |
| augusztus 16  | Chicago Challenger Chicago, Egyesült Államok $125,000 – Kemény – 32S/8Q/16D                  | Clara Tauson 6–1, 2–6, 6–4                                 | Emma Raducanu                           | Claire Liu Ann Li                              | Jule Niemeier Vitalija Gyjacsenko Zarina Dias Storm Sanders                        |
| augusztus 16  | Chicago Challenger Chicago, Egyesült Államok $125,000 – Kemény – 32S/8Q/16D                  | Hozumi Eri Peangtarn Plipuech 7–5, 6–2                     | Mona Barthel Hsieh Yu-chieh             | Claire Liu Ann Li                              | Jule Niemeier Vitalija Gyjacsenko Zarina Dias Storm Sanders                        |
| Szeptember 6  | Karlsruhe Open Karlsruhe, Németország $125,000 – Salak – 32S/8Q/16D                          | Mayar Sherif 6–3, 6–2                                      | Martina Trevisan                        | Jaqueline Cristian Maryna Zanevska             | Nastasja Schunk Rebecca Šramková Gálfi Dalma Bondár Anna                           |
| Szeptember 6  | Karlsruhe Open Karlsruhe, Németország $125,000 – Salak – 32S/8Q/16D                          | Irina Bara Ekaterine Gorgodze 6–3, 2–6, [10–7]             | Katarzyna Piter Mayar Sherif            | Jaqueline Cristian Maryna Zanevska             | Nastasja Schunk Rebecca Šramková Gálfi Dalma Bondár Anna                           |
| Szeptember 20 | Columbus Challenger Columbus, Egyesült Államok $125,000 – Kemény (f) – 32S/16Q/11D           | Nuria Párrizas Díaz 7–6(2), 6–3                            | Vang Hszin-jü                           | Coco Vandeweghe Cseng Szaj-szaj                | Ann Li Madison Brengle Lauren Davis Beatriz Haddad Maia                            |
| Szeptember 20 | Columbus Challenger Columbus, Egyesült Államok $125,000 – Kemény (f) – 32S/16Q/11D           | Vang Hszin-jü Cseng Szaj-szaj 6–1, 6–1                     | Dalila Jakupović Nuria Párrizas Díaz    | Coco Vandeweghe Cseng Szaj-szaj                | Ann Li Madison Brengle Lauren Davis Beatriz Haddad Maia                            |
| November 1    | Dow Tennis Classic Midland, Egyesült Államok $125,000 – Kemény (f) – 32S/16Q/16D             | Madison Brengle 6–2, 6–4                                   | Robin Anderson                          | Danielle Lao Catherine McNally                 | Lizette Cabrera Francesca Di Lorenzo Katrina Scott Doi Miszaki                     |
| November 1    | Dow Tennis Classic Midland, Egyesült Államok $125,000 – Kemény (f) – 32S/16Q/16D             | Harriet Dart Asia Muhammad 6–3, 2–6, [10–7]                | Peangtarn Plipuech Aldila Sutjiadi      | Danielle Lao Catherine McNally                 | Lizette Cabrera Francesca Di Lorenzo Katrina Scott Doi Miszaki                     |
| November 1    | Argentina Open Buenos Aires, Argentina $125,000 – Salak – 32S/16Q/16D                        | Bondár Anna 6–3, 6–3                                       | Diane Parry                             | Mayar Sherif Udvardy Panna                     | Ekaterine Gorgodze Dészpina Papamihaíl Irina Bara Beatriz Haddad Maia              |
| November 1    | Argentina Open Buenos Aires, Argentina $125,000 – Salak – 32S/16Q/16D                        | Irina Bara Ekaterine Gorgodze 5–7, 7–5, [10–4]             | María Lourdes Carlé Dészpina Papamihaíl | Mayar Sherif Udvardy Panna                     | Ekaterine Gorgodze Dészpina Papamihaíl Irina Bara Beatriz Haddad Maia              |
| November 15   | Montevideo Open Montevideo, Uruguay $125,000 – Salak – 32S/16Q/16D                           | Diane Parry 6–3, 6–2                                       | Udvardy Panna                           | Victoria Jiménez Kasintseva Ekaterine Gorgodze | Emiliana Arango Laura Pigossi Ju Hsziao-ti Ane Mintegi del Olmo                    |
| November 15   | Montevideo Open Montevideo, Uruguay $125,000 – Salak – 32S/16Q/16D                           | Irina Bara Ekaterine Gorgodze 6–4, 6–3                     | Carolina Alves Marina Bassols Ribera    | Victoria Jiménez Kasintseva Ekaterine Gorgodze | Emiliana Arango Laura Pigossi Ju Hsziao-ti Ane Mintegi del Olmo                    |
| December 6    | Open Angers Arena Loire Angers, Franciaország $125,000 – Kemény (f) – 32S/16Q/16D            | Vitalija Gyjacsenko 6–0, 6–4                               | Csang Suaj                              | Natalja Vihljanceva Jüan Jüe                   | Mallaurie Noël Clara Burel Jana Fett Kristina Mladenovic                           |
| December 6    | Open Angers Arena Loire Angers, Franciaország $125,000 – Kemény (f) – 32S/16Q/16D            | Tereza Mihalíková Greet Minnen 4–6, 6–1, [10–8]            | Monica Niculescu Vera Zvonarjova        | Natalja Vihljanceva Jüan Jüe                   | Mallaurie Noël Clara Burel Jana Fett Kristina Mladenovic                           |
| December 13   | Open de Limoges Limoges, Franciaország $125,000 – Kemény (f) – 32S/16Q/16D                   | Alison Van Uytvanck 6–2, 7–5                               | Ana Bogdan                              | Varvara Gracsova Vera Zvonarjova               | Jessika Ponchet Greet Minnen Caroline Garcia Kristina Mladenovic                   |
| December 13   | Open de Limoges Limoges, Franciaország $125,000 – Kemény (f) – 32S/16Q/16D                   | Monica Niculescu Vera Zvonarjova 6–4, 6–4                  | Estelle Cascino Jessika Ponchet         | Varvara Gracsova Vera Zvonarjova               | Jessika Ponchet Greet Minnen Caroline Garcia Kristina Mladenovic                   |
| December 20   | Hana Bank Korea Open Szöul, Dél-Korea $125,000 – Kemény (f) – 28S/8D                         | Csu Lin 6–0, 6–4                                           | Kristina Mladenovic                     | Jekatyerina Kazionova Anastasia Kulikova       | Yuki Naito Linda Fruhvirtová Arianne Hartono Izabella Sinikova                     |
| December 20   | Hana Bank Korea Open Szöul, Dél-Korea $125,000 – Kemény (f) – 28S/8D                         | Choi Ji-hee Han Na-lae 6–4, 6–4                            | Valendíni Gramatikopúlu Jani Réka Luca  | Jekatyerina Kazionova Anastasia Kulikova       | Yuki Naito Linda Fruhvirtová Arianne Hartono Izabella Sinikova                     |

### Győzelmek versenyzőnként
| Össz | Versenyző                       | Egyéni | Páros | Egyéni | Páros |
| ---- | ------------------------------- | ------ | ----- | ------ | ----- |
| 3    | Irina Bara (ROU)                |        | ●     | 0      | 3     |
| 3    | Ekaterine Gorgodze (GEO)        |        | ●     | 0      | 3     |
| 2    | Nuria Párrizas Díaz (ESP)       | ●      |       | 2      | 0     |
| 2    | Peangtarn Plipuech (THA)        |        | ●     | 0      | 2     |
| 1    | Bondár Anna (HUN)               | ●      |       | 1      | 0     |
| 1    | Madison Brengle (USA)           | ●      |       | 1      | 0     |
| 1    | Csu Lin (CHN)                   | ●      |       | 1      | 0     |
| 1    | Magdalena Fręch (POL)           | ●      |       | 1      | 0     |
| 1    | Viktorija Golubic (SUI)         | ●      |       | 1      | 0     |
| 1    | Vitalija Gyjacsenko (RUS)       | ●      |       | 1      | 0     |
| 1    | Varvara Lepchenko (USA)         | ●      |       | 1      | 0     |
| 1    | Jasmine Paolini (ITA)           | ●      |       | 1      | 0     |
| 1    | Diane Parry (FRA)               | ●      |       | 1      | 0     |
| 1    | Anna Karolína Schmiedlová (SVK) | ●      |       | 1      | 0     |
| 1    | Mayar Sherif (EGY)              | ●      |       | 1      | 0     |
| 1    | Clara Tauson (DEN)              | ●      |       | 1      | 0     |
| 1    | Alison Van Uytvanck (BEL)       | ●      |       | 1      | 0     |
| 1    | Mirjam Björklund (SWE)          |        | ●     | 0      | 1     |
| 1    | Aliona Bolsova (ESP)            |        | ●     | 0      | 1     |
| 1    | Choi Ji-hee (KOR)               |        | ●     | 0      | 1     |
| 1    | Kaitlyn Christian (USA)         |        | ●     | 0      | 1     |
| 1    | Cseng Szaj-szaj (CHN)           |        | ●     | 0      | 1     |
| 1    | Harriet Dart (GBR)              |        | ●     | 0      | 1     |
| 1    | Han Na-lae (KOR)                |        | ●     | 0      | 1     |
| 1    | Volha Havarcova (BLR)           |        | ●     | 0      | 1     |
| 1    | Hozumi Eri (JPN)                |        | ●     | 0      | 1     |
| 1    | Katarzyna Kawa (POL)            |        | ●     | 0      | 1     |
| 1    | Leonie Küng (SUI)               |        | ●     | 0      | 1     |
| 1    | Liang En-shuo (TPE)             |        | ●     | 0      | 1     |
| 1    | Rebecca Marino (CAN)            |        | ●     | 0      | 1     |
| 1    | Lidzija Marozava (BLR)          |        | ●     | 0      | 1     |
| 1    | Tereza Mihalíková (SVK)         |        | ●     | 0      | 1     |
| 1    | Greet Minnen (BEL)              |        | ●     | 0      | 1     |
| 1    | Asia Muhammad (USA)             |        | ●     | 0      | 1     |
| 1    | Monica Niculescu (ROU)          |        | ●     | 0      | 1     |
| 1    | Jessy Rompies (INA)             |        | ●     | 0      | 1     |
| 1    | Sabrina Santamaria (USA)        |        | ●     | 0      | 1     |
| 1    | Vang Hszin-jü (CHN)             |        | ●     | 0      | 1     |
| 1    | Vera Zvonarjova (RUS)           |        | ●     | 0      | 1     |

### Győzelmek országonként
| Össz | Ország                    | Egyéni | Páros |
| ---- | ------------------------- | ------ | ----- |
| 4    | Amerikai Egyesült Államok | 2      | 2     |
| 4    | Románia                   | 0      | 4     |
| 3    | Spanyolország             | 2      | 1     |
| 3    | Grúzia                    | 0      | 3     |
| 2    | Belgium                   | 1      | 1     |
| 2    | Kína                      | 1      | 1     |
| 2    | Lengyelország             | 1      | 1     |
| 2    | Oroszország               | 1      | 1     |
| 2    | Svájc                     | 1      | 1     |
| 2    | Szlovákia                 | 1      | 1     |
| 2    | Thaiföld                  | 0      | 2     |
| 1    | Dánia                     | 1      | 0     |
| 1    | Egyiptom                  | 1      | 0     |
| 1    | Franciaország             | 1      | 0     |
| 1    | Magyarország              | 1      | 0     |
| 1    | Olaszország               | 1      | 0     |
| 1    | Dél-Korea                 | 0      | 1     |
| 1    | Egyesült Királyság        | 0      | 1     |
| 1    | Fehéroroszország          | 0      | 1     |
| 1    | Indonézia                 | 0      | 1     |
| 1    | Japán                     | 0      | 1     |
| 1    | Kanada                    | 0      | 1     |
| 1    | Svédország                | 0      | 1     |
| 1    | Tajvan                    | 0      | 1     |